# 小行星4245
小行星4245（英語：4245 Nairc）是一颗围绕太阳公转的小行星。1981年10月29日，紫金山天文台在南京发现了此天体。
这颗小行星的绝对星等为25.94334885434992等。